# Evangelische Kirche (Ludwigshafen-Ruchheim)

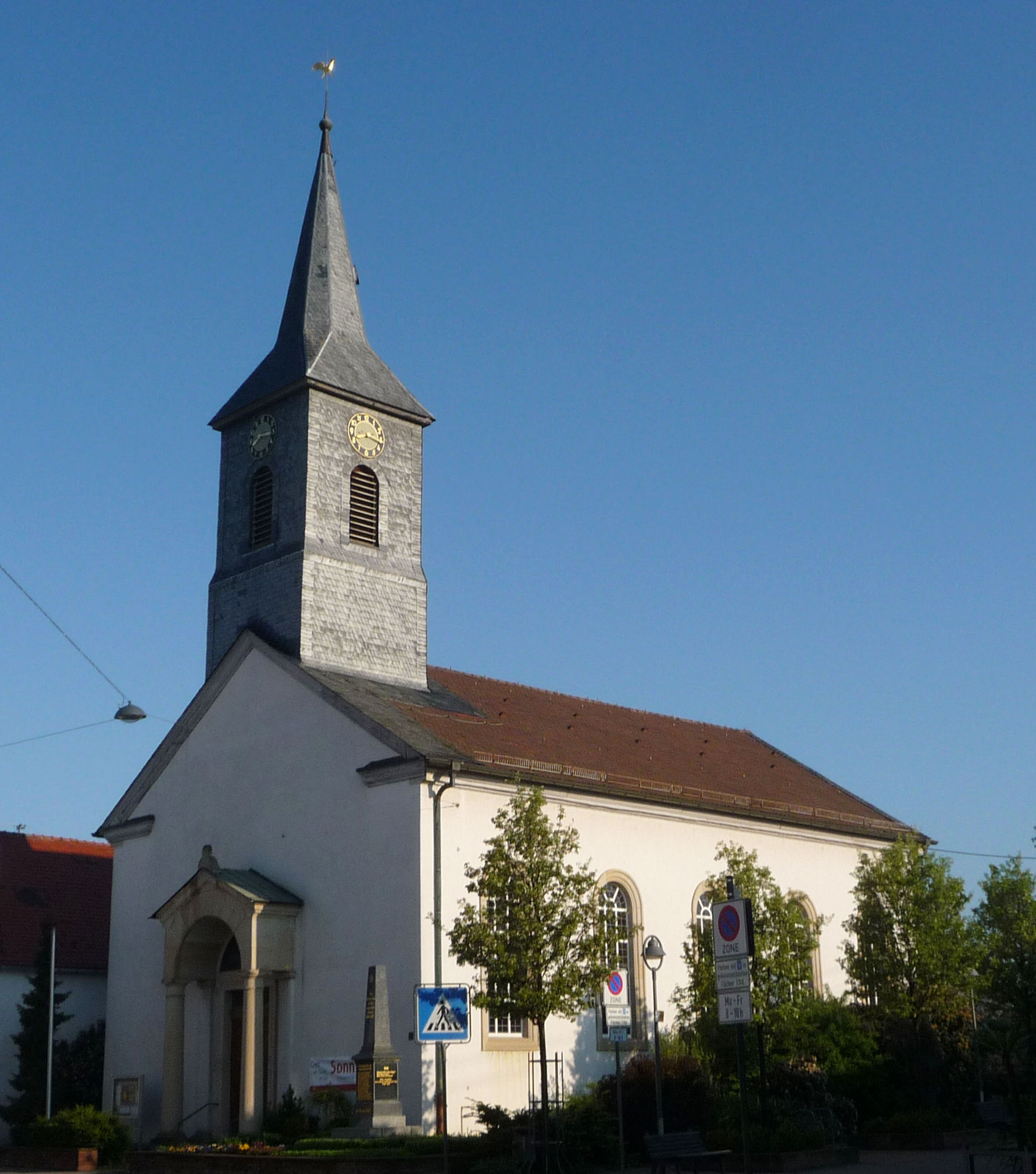
Evangelische Kirche in Ruchheim

Die Evangelische Kirche im Ludwigshafener Stadtteil Ruchheim wurde 1833/34 erbaut.

## Geschichte
Die 1307 erstmals erwähnte St.-Cyriakus-Kirche in Ruchheim wurde wahrscheinlich vom Cyriakusstift Neuhausen gegründet und befand sich in dessen Besitz. Die Ortsherrschaft von Ruchheim hatten die Grafen von Leiningen als Lehen der Herren von Hirschhorn. Die Leininger wandten sich im 16. Jahrhundert dem Luthertum zu. Nachdem das Cyriakusstift von der Kurpfalz eingenommen wurde, setzte 1567 Kurfürst Friedrich III. einen reformierten Pfarrer in Ruchheim ein. 1705 wurden bei der Pfälzischen Kirchenteilung die Kirchen zwischen den Katholiken und den Reformierten aufgeteilt. Obwohl Ruchheim nicht zur Kurpfalz gehörte, wurde die St.-Cyriakus-Kirche miteinbezogen und den Katholiken zugeteilt, weil das Patronatsrecht beim Kurfürsten lag. Gegen dieses Vorgehen protestierten die Ruchheimer und ihre Ortsherren. Bittschriften gingen an den Reichstag und den englischen Hof. Doch 1713 erzwangen pfälzische Beamte die endgültige Übergabe der Kirche. Die Protestanten bekamen für ihre Gottesdienste den Rathaussaal zugeteilt, ab 1806 wurde eine Scheune als Kirche genutzt.
1830 erlaubte König Ludwig I., die linksrheinische Pfalz gehörte mittlerweile zum Königreich Bayern, eine landesweite Kollekte für den Bau einer protestantischen Kirche in Ruchheim. Die Kirche entstand in den Jahren 1833/34. Verantwortlich zeichneten August von Voit und Bezirksingenieur Johann Bernhard Spatz, welche sie nach einem Musterentwurf von Leo von Klenze erbauten. Der Dachreiter wurde 1864 aufgesetzt. Als eine der wenigen Kirchen in Ludwigshafen erlitt sie im Zweiten Weltkrieg keine Beschädigungen. 2011 wurde die Kirche saniert.

## Beschreibung

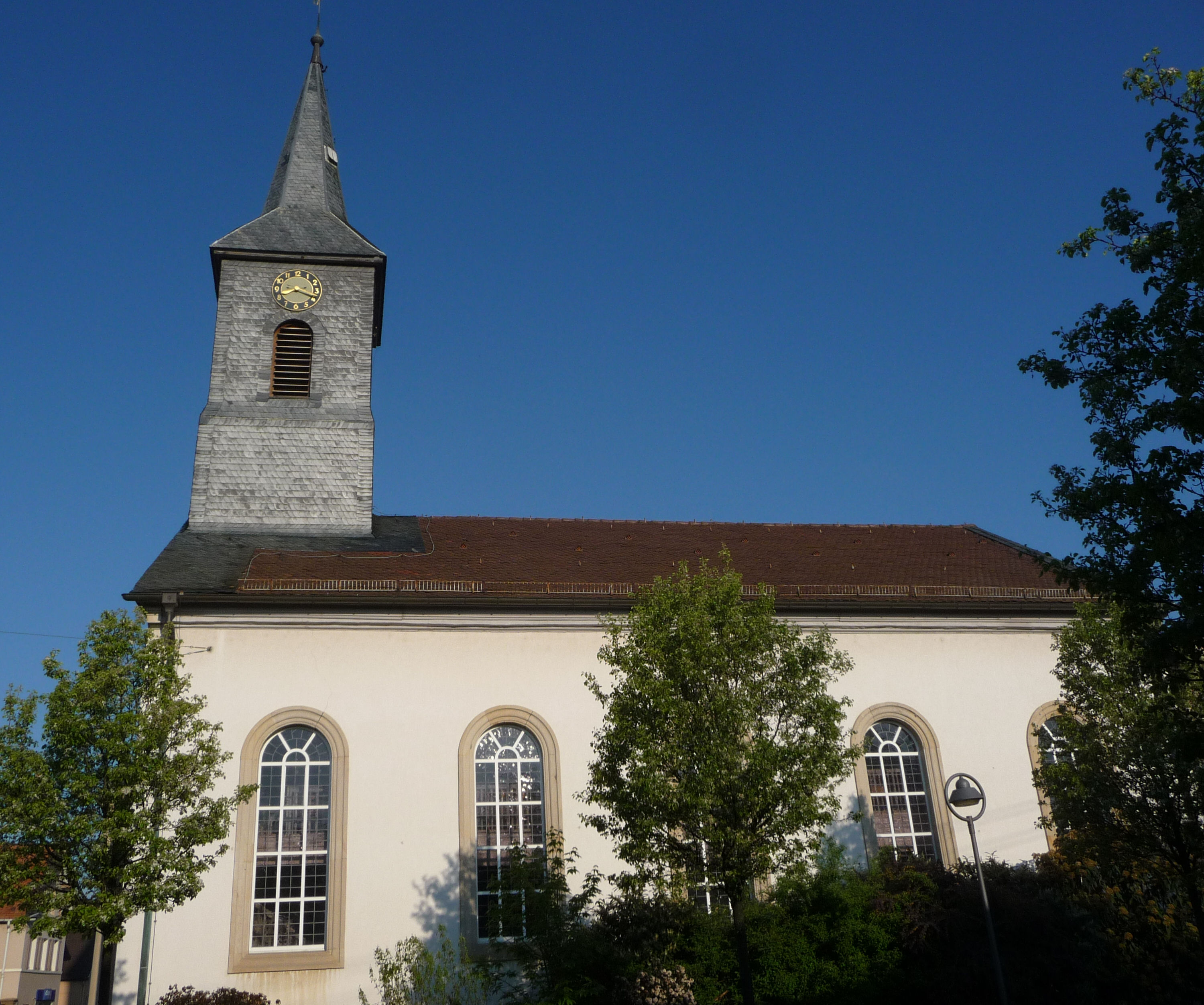
Ansicht von Osten

Die Kirche steht im Westen von Ruchheim an der Landstraße nach Fußgönheim. Sie ist ein klassizistischer Saalbau. Der schiefergedeckte Dachreiter mit seinem hohen Spitzhelm ist 32 Meter hoch. An den Seiten befinden sich je fünf Rundbogenfenster. Gemäß der reformierten Tradition wurde die Kirche in nahezu schmuckloser Ausführung errichtet.
Im Innern tragen toskanische Säulen die hölzerne, drei Seiten umlaufende Empore. Der ebenfalls hölzerne Altar und die Kanzel sind im klassizistischen Stil und original erhalten. Bei der Sanierung 2011 wurde die Decke mit mehr als tausend Sternen dem abrahamitischen Sternenhimmel nachempfunden. Das Geläut besteht aus drei Bronzeglocken der Gießerei Hamm aus dem Jahr 1953:
| Ø (mm) | kg  | Ton |
| ------ | --- | --- |
| 1.000  | 505 | g1  |
| 880    | 355 | b1  |
| 780    | 252 | c2  |

## Orgel

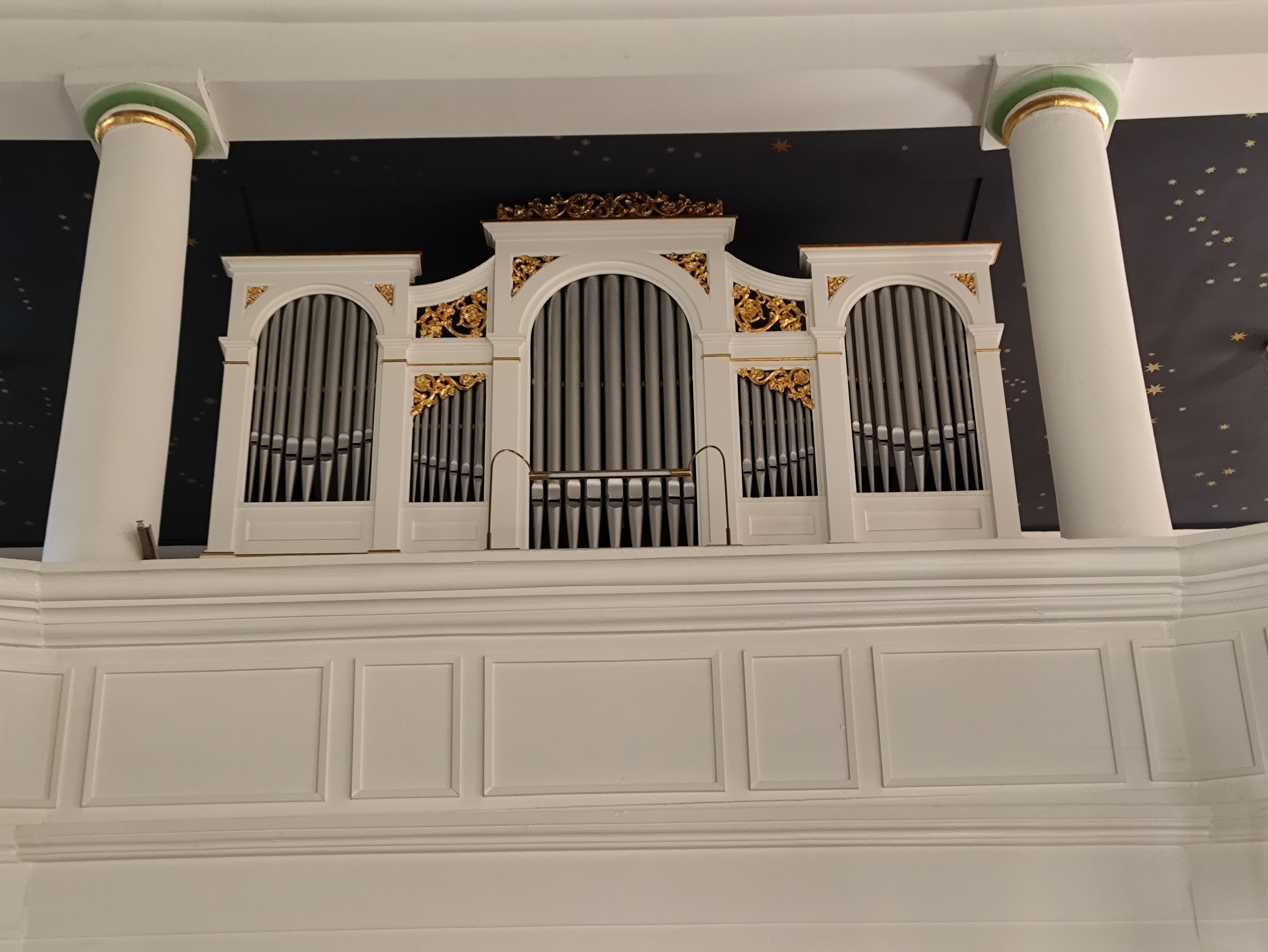
Ansicht der Orgel

Die Orgel der Kirche wurde 1874 von E. F. Walcker & Cie. (Ludwigsburg) als opus 294 mit mechanischen Trakturen gebaut. Sie verfügt über 12 Register auf zwei Manualen und Pedal. Ihre Windladen sind als Kegelladen ausgeführt. Werner Owart (Neuhofen) führte 1978 Restaurierungsarbeiten durch. Die Disposition lautet:
| I Manual C–f3 |                |       |
| 1.            | Principal      | 16′   |
| 2.            | Flaute         | 8′    |
| 3.            | Viola di Gamba | 8′    |
| 4.            | Gedeckt        | 8′    |
| 5.            | Octav          | 4′    |
| 6.            | Rohrflöte      | 4′    |
| 7.            | Mixtur III     | 2 ⁄3′ |

| II Manual C–f3 |                  |    |
| 8.             | Lieblich Gedeckt | 8′ |
| 9.             | Salicional       | 8′ |
| 10.            | Flauto Dolce     | 4  |

| Pedal C–d1 |          |     |
| 11.        | Subbaß   | 16′ |
| 12.        | Octavbaß | 8′  |

- Koppeln: II/I, I/P
- Spielhilfen: Piano, Forte